# 'Ndrina Costa
I Costa sono una 'ndrina di Siderno, inizialmente alleati dei Commisso. Successivamente diventano fazione rivale.

## Storia
Negli anni Ottanta i Costa iniziano a rendersi più indipendenti dai più forti Commisso nello smercio di droga.
Hanno canali di smercio nella zona di Torino, Gorizia e Modena. Iniziano ad avere allo stesso tempo un atteggiamento di sfida nei confronti dei Commisso. Ciò fa scatenare una guerra per volere di Cosimo Commisso, capobastone dell'omonima famiglia, volta all'annientamento dei Costa.
Il 21 luglio 1987 viene ucciso in sella al proprio cavallo in località Lamia Luciano Costa.
Il 26 giugno 1991 viene ucciso Giovanni Costa che non riesce a sfuggire alla faida emigrando a Thornhill vicino a Toronto in Canada.
Vengono poi uccisi Vincenzo e Giuliano Costa.
Alla fine, anche con l'aiuto di cosche reggine come i Piromalli, vengono uccisi anche gli ultimi esponenti che continuavano la lotta.

## Esponenti di spicco
- Giuseppe Costa (ex capobastone e collaboratore di giustizia).
- Tommaso Costa (presunto capobastone).
- Pietro Costa (morto per cause naturali).
- Luciano Costa (morto nella faida).
- Giovanni Costa (morto nella faida).

## Alleati
- Ursino
- Sia
- Curciarello

I Curciarello sono stati inizialmente alleati dei Costa, con lo scatenarsi della faida negli anni 1980 sono passati ai Commisso per poi successivamente ritornare con i Costa. Sono sopravvissuti alla faida soltanto due fratelli, Giuseppe e Tommaso Costa, attualmente detenuti. Giuseppe Costa, da qualche anno è diventato collaboratore di giustizia.